# Palponima orthosioides
Palponima orthosioides là một loài bướm đêm trong họ Noctuidae.